# Distretto di Bekilli
Il distretto di Bekilli (in turco Bekilli ilçesi) è uno dei distretti della provincia di Denizli, in Turchia.